# ジェラール・グンバウ
ジェラール・グンバウ・ガリーガ（Sergi Gerard Gumbau Garriga、1994年12月18日 - ）は、スペイン・カタルーニャ州カンプロン出身のサッカー選手。グラナダCF所属。ポジションはミッドフィールダー。

## 経歴
ジローナFCのカンテラ出身。2013年からBチームでプレーし始めるもトップチーム昇格は叶わず、2014年7月1日、FCバルセロナBへ移籍した。2015年1月15日、コパ・デル・レイのエルチェCF戦でバルセロナでのトップチームデビューを果たした。
2017年7月12日、3年契約でCDレガネスへ移籍した。
2019年8月14日、古巣ジローナFCへフリーで加入し、3年契約を締結した。2021年8月31日、残り1年あった契約を解除してエルチェCFへ移籍した。
2023年7月27日、ラリーガへ昇格したグラナダCFへ加入し、1年契約を交わした。

## タイトル

### クラブ
FCバルセロナ
- FIFAクラブワールドカップ：1回 (2015)